# 维尔富斯
维尔富斯是德国莱茵兰-普法尔茨州的一个市镇。总面积4.65平方公里，总人口182人，其中男性103人，女性79人（2011年12月31日），人口密度39人/平方公里。